# Серова, Анна Васильевна
Анна Васильевна Серо́ва (1888 — начало 1940-х годов) — святая Русской православной церкви, причислена к лику святых как мученица для общецерковного почитания на Архиерейском соборе Русской православной церкви 2000 года.

## Биография
Родилась в крестьянской семье в деревне Большие Ломы Ветлужского уезда Костромской губернии. Работала на ткацкой фабрике имени Демьяна Бедного.
Была арестована и заключена в тюрьму вместе с духовенством Успенского женского монастыря в Кинешме, священником Константином Разумовым и мирянами. Была обвинена в контрреволюционной агитации, в том, что принимала у себя священников и посещала богослужения. Виновной в контрреволюционной деятельности себя не признала. 15 июля 1937 года была приговорена к пяти годам исправительно-трудовых лагерей и скончалась в заключении.
Прославлена на Архиерейском соборе Русской православной церкви 2000 года.
Память:  (31 июля) 13 августа, в Соборе Ивановских святых и в Соборе новомучеников и исповедников Российских.